# Cronologia da Segunda Guerra Mundial (1941)
Esta é uma linha de tempo de eventos que se estenderam durante o período da Segunda Guerra Mundial a partir de 1941, marcado também pelo início da Operação Barbarossa na Frente Oriental.

## Janeiro de 1941
- 1: A contabilização do bombardeio da noite anterior em Londres revela que o Old Bailey, Guildhall e oito igrejas do Christopher Wren foram destruídas ou gravemente danificadas.
: RAF bombardeia fábricas de aeronaves em Bremen, na Alemanha.
- 2: Bombardeiros alemães, talvez fora de curso, Bombardeiam o Estado Livre Irlandês pela segunda noite seguida.
- 2-4: Bardia é bombardeada por bombardeiros britânicos e por navios navais ao largo da costa.
- 3: Bombardeiros da RAF atacaram Bremen e o Canal de Kiel na Alemanha. O portão do Canal de Kiel sofreu um ataque direto e desabou no navio finlandês Yrsa.[1]
- 5: Operação Compasso: As tropas australianas do XIII Corpo (a extinta Força do Deserto Ocidental) capturam a Bardia italiana e 45.000 prisioneiros italianos.
: Tobruk, o próximo alvo, fica a 112 km de distância.
: O líder do partido fascista da Valônia, Léon Degrelle, dá um discurso na cidade de Liège, ocupada pela Alemanha, anunciando o apoio do Partido Rexista para o Nazismo Alemão.
- 6: Os gregos avançam em direção a Klisura Pass.
- 7: A ofensiva britânica e da Commonwealth no norte da África se aproxima de Tobruk; o aeroporto é tomado.
- 10: Lend-Lease é introduzido no Congresso dos Estados Unidos.
: O acordo comercial e de fronteira germano-soviética é assinado.
: Bombardeiros de mergulho alemães atacam o porta-aviões HMS Illustrious, que se dirige para Malta. A Luftwaffe, agora tem o comando do aéreo sobre o Mediterrâneo.
: Forças gregas na Albânia tomam Klissoura Pass, estrategicamente importante.
- 11: Em Londres, 57 pessoas são mortas e 69 feridas quando um avião alemão lança uma bomba perto do Banco da Inglaterra, demolindo a estação de metrô abaixo e deixando uma cratera de 36 metros.
- 12: Operação Compasso: As tropas britânicas e australianas do XIII Corpo se preparam para atacar Tobruk, sob o controle da Itália.
- 13: Pesado bombardeio noturno da Luftwaffe em Plymouth.
- 14: Primeiro uso do "V de vitória" de Victor de Laveleye no serviço belga da BBC, a Radio Belgique.[2]
- 15: A rivalidade entre os nacionalistas chineses e os comunistas chineses se torna mais evidente; Um grande número destes comunistas são forçados a abandonar as armas, com relutância, é claro.
- 16: As forças britânicas iniciam os primeiros ataques de sua contra-ofensiva da África Oriental, na Etiópia italiana, a partir do Quênia.
: Bombardeiros alemães atacam Valeta, em Malta, e o HMS Illustrious é atingido de novo.
- 17: A Batalha de Ko Chang terminou em uma vitória decisiva para as forças navais francesas de Vichy durante a Guerra Franco-Tailandesa.
: Vyacheslav Molotov se encontra com o embaixador alemão Schulenburg em Moscou. Os soviéticos ficam surpresos com o fato de que eles não receberam nenhuma resposta da Alemanha para sua oferta de se juntar ao Eixo (26 de novembro de 1940). Schulenburg responde que deve ser discutido pela primeira vez com a Itália e o Japão.
- 18: Os ataques aéreos em Malta estão aumentando em foco e intensidade.
- 19: As 4º e 5º divisões indianas continuam a contra-ofensiva britânica na África Oriental, atacando a Eritreia italiana a partir do Sudão.
: Hitler e Mussolini se encontram em Berchtesgaden; Hitler concorda em fornecer ajuda no norte da África.
- 21 Operação Compasso: As tropas britânicas e australianas do XIII Corpo completaram a captura de Tobruk italiana.
: Há relatos de que os Fascistas da Romênia ("Guarda de Ferro") estão executando judeus em Bucareste.
- 23: HMS Illustrious, fortemente danificado, deixa Malta para reparos em Alexandria.
: Charles Lindbergh testemunha perante o Congresso dos Estados Unidos e recomenda que os Estados Unidos negociem um pacto de neutralidade com Adolf Hitler.
- 24: As forças britânicas no Quênia continuam a contra-ofensiva na África Oriental, atacando a Somalilândia italiana.
- 29: Morte do ditador grego, Ioánnis Metaxás.
- 30: As forças britânicas no norte da África tomam Derna; 160 km a oeste de Tobruk.
- 31: A 4º Divisão indiana flanqueou e capturou Agordat, na Eritreia, África Oriental italiana. 1.000 soldados italianos e 43 armas de campo foram capturados.[1]

## Fevereiro de 1941
- 1: O almirante Husband Kimmel é nomeado o comandante da Marinha dos Estados Unidos no Pacífico.
- 3: O tenente-general Erwin Rommel é nomeado chefe das "tropas do exército alemão na África". Esta unidade será designada oficialmente como "Afrika Korps".
: A Alemanha restituiu a força Pierre Laval para o escritório em Vichy.
- 7: Operação Compasso: Depois de vários dias de combate desesperado, uma coluna aérea do XIII Corpo chamado de Combe Force corta a retirada do 10° exército italiano durante a Batalha de Beda Fomm. Os italianos são incapazes de atravessar a pequena força de bloqueio e os britânicos aceitam a rendição de cerca de 130.000 italianos no sul de Bengasi.
- 8: A Câmara dos Representantes dos Estados Unidos aprova a lei Lend-Lease.
- 9: Mussolini é informado de que reforços alemães estão a caminho do norte da África.
: As forças britânicas chegam a El Agheila.
: Os navios de guerra britânicos chegam a Gênova e os aviões britânicos atacam Livorno.
: Churchill novamente invoca os Estados Unidos: "nos dê as ferramentas".
- 10: Período crítico de Malta: Agora até março, está sob forte ataque diário.
- 11: Elementos da Afrika Korps começam a chegar em Trípoli.
: As forças britânicas entram na Somalilândia italiana.
- 14: Rommel chega em Trípoli.
: A Afrika Korps começa a se mover para o leste em direção ao avanço das posições britânicas em El Agheila. Os britânicos no norte da África foram enfraquecidos pela transferência de algumas tropas para a Grécia.
- 15: A deportação de judeus austríacos para guetos na Polônia começa.
- 19: O início dos "três noites de Blitz" de Swansea, País de Gales. Durante estas três noites de bombardeios intensivos, o centro da cidade de Swansea é quase completamente destruído.
- 20: Tropas alemãs e britânicas se confrontam pela primeira vez no norte da África em El Agheila.
- 21: As forças alemãs se movem pela Bulgária para a frente grega.
- 24: A ofensiva alemã com U-boats no Atlântico agora é cada vez mais bem-sucedida.
: O almirante François Darlan é nomeado chefe do governo da França de Vichy.
- 25: O submarino britânico Upright afunda o cruzador italiano Armando Diaz em uma das inúmeras batalhas marítimas da Campanha Norte-Africana.
: Mogadíscio, a capital da Somalilândia italiana, é capturada pelas forças britânicas durante a Campanha da África Oriental.
- 28: Os aviões da RAF bombardeiam Asmara, Eritreia Italiana.

## Março de 1941

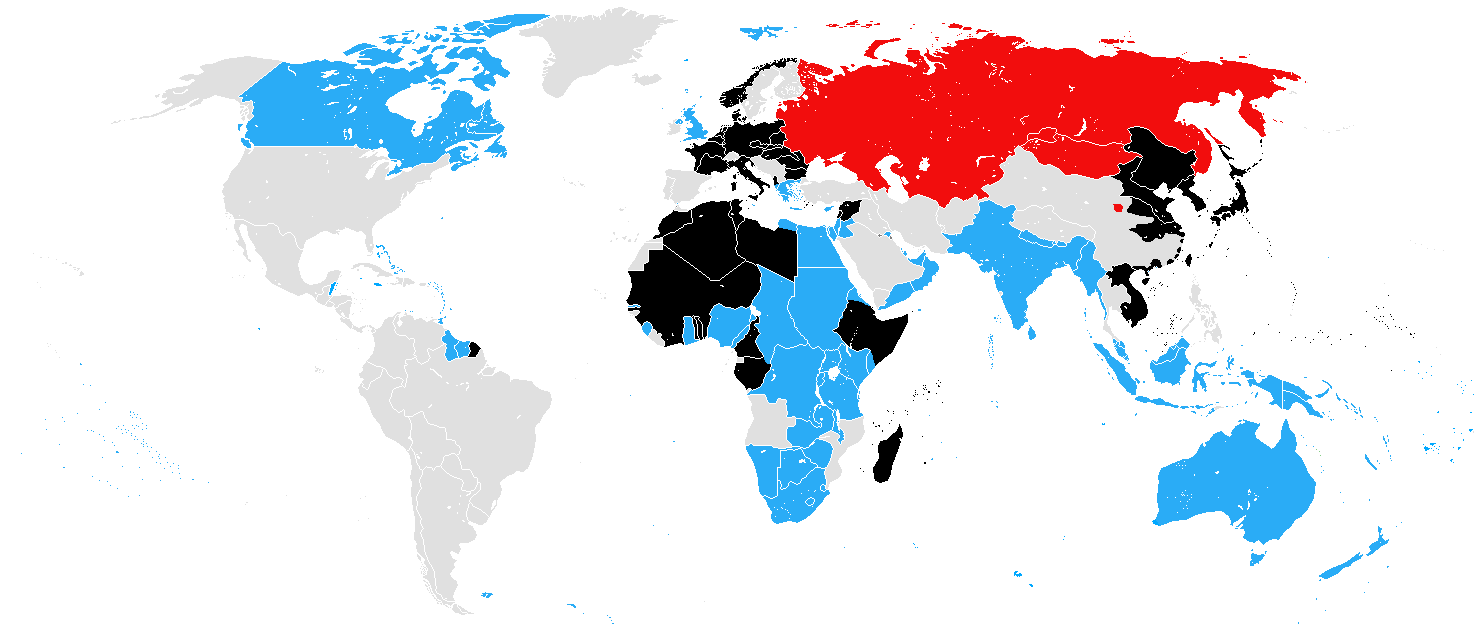
Países Aliados e as Potências do Eixo em março de 1941.

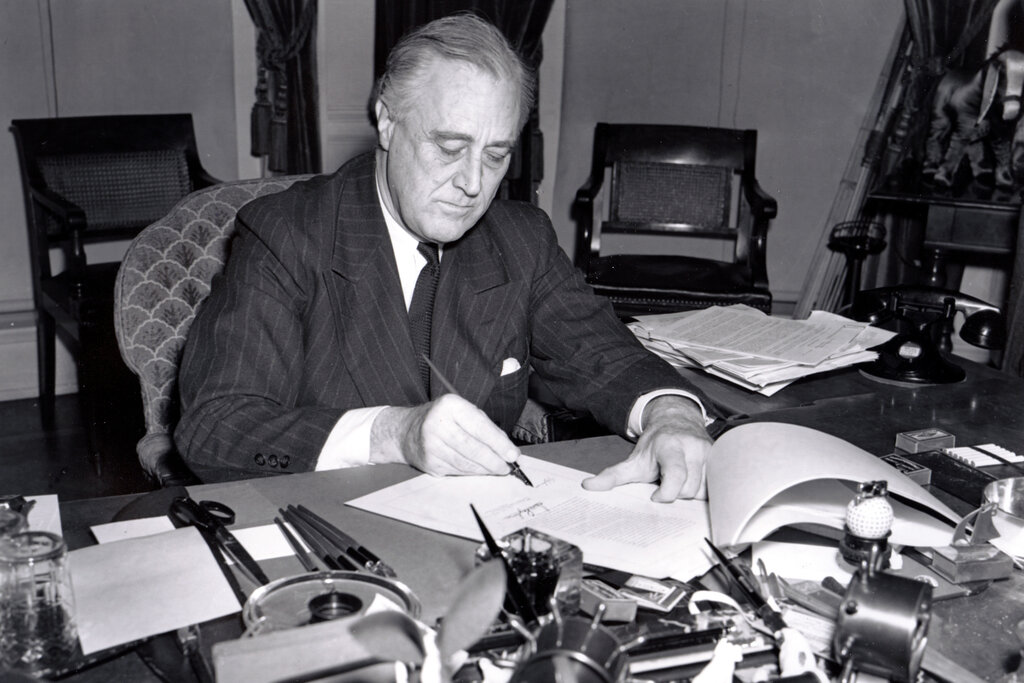
O presidente dos Estados Unidos, Franklin D. Roosevelt, assina o projeto de lei Lend-Lease para dar ajuda à Grã-Bretanha e à China em 1941.

- 1: Hitler dá ordens para a expansão do campo de prisão de Auschwitz, para ser administrado pelo comandante Rudolf Höß.
: A Bulgária assina oficialmente o Pacto Tripartite.
- 4: Comandos britânicos realizam ataques contra instalações de petróleo em Narvik, na Noruega.
: A força militar britânica na Líbia diminui quando alguns homens são enviados para ajudar os gregos em sua batalha emergente cotra as tropas alemãs que se aproximam.
: O príncipe regente Paulo da Iugoslávia concorda em aderir ao pacto do Eixo.
- 7: As primeiras tropas britânicas desembarcam em Pireu, na Grécia.
- 8: Outro bombardeio de Londres, notável porque o Palácio de Buckingham é atingido.
- 9: A Ofensiva da Primavera Italiana na frente albanesa começa.
- 10: Tropas britânicas e italianas se encontram em um breve conflito na Eritreia.
: Portsmouth sofre fortes baixas após outra noite de bombardeios pesados pela Luftwaffe.
- 11: O presidente dos Estados Unidos, Franklin D. Roosevelt, assina a lei Lend-Lease (agora com aprovação completa do Congresso), permitindo que a Grã-Bretanha, a China e outras nações aliadas adquirem equipamentos militares e adiem o pagamento até a guerra.
- 12: Os tanques alemães Panzer chegam ao norte da África fornecendo ajuda pesada para a primeira grande ofensiva alemã.
- 13: A Luftwaffe golpeia com uma grande força o sector marítimo de Glasgow ao longo do Rio Clyde.
- 17: Grandes perdas de comboio no meio do Atlântico nesta semana.
: Os Estados Unidos convertem suas Áreas de Corpo para Comandos de Defesa, com o termo Corpo é reatribuído como um comando de campo intermediário de um Exército de Campo.
- 19: O pior bombardeio de Londres até agora, neste ano, com fortes danos com bombas incendiárias; Plymouth e Bristol são bombardeadas novamente.
- 20: A Ofensiva da Primavera Italiana é cancelada, após grandes perdas e praticamente nenhum progresso.
- 21: O gabinete iugoslavo renuncia em protesto contra o pacto do príncipe Paulo com os nazistas. Uma manifestação de rua ocorre, expressando uma antipatia profunda com a Alemanha.
- 24: Rommel ataca e reocupa El Agheila, em sua primeira ofensiva. A retirada britânica e dentro de três semanas são conduzidas de volta ao Egito.
- 25: Os MTM italianos da Decima MAS afundam o cruzeiro pesado HMS York (90), um grande petroleiro (o Pericles norueguês), outro petroleiro e um navio de carga na Baía de Suda, Creta.
- 27: O Príncipe Herdeiro Pedro se torna Pedro II da Iugoslávia e assume o controle da Iugoslávia depois que um golpe do exército derruba o governo pró-alemão do Príncipe Regente.
: O espião japonês Takeo Yoshikawa chega a Honolulu, no Havaí e começa a estudar a frota dos Estados Unidos em Pearl Harbor.
: Hitler ordena que seus líderes militares planejem a Invasão da Iugoslávia. O resultado dessa decisão será um atraso crítico na Invasão da União Soviética.
: As forças britânicas que avançam do Sudão ganham a decisiva Batalha de Keren na Eritreia italiana.
: Batalha do Cabo Matapão: a marinha britânica encontra uma frota italiana no sul da Grécia. A batalha continua até o dia 29.
- 31 A Afrika Korps continua a ofensiva alemã no norte da África; Mersa Brega, ao norte de El Agheila, é tomada.

## Abril de 1941

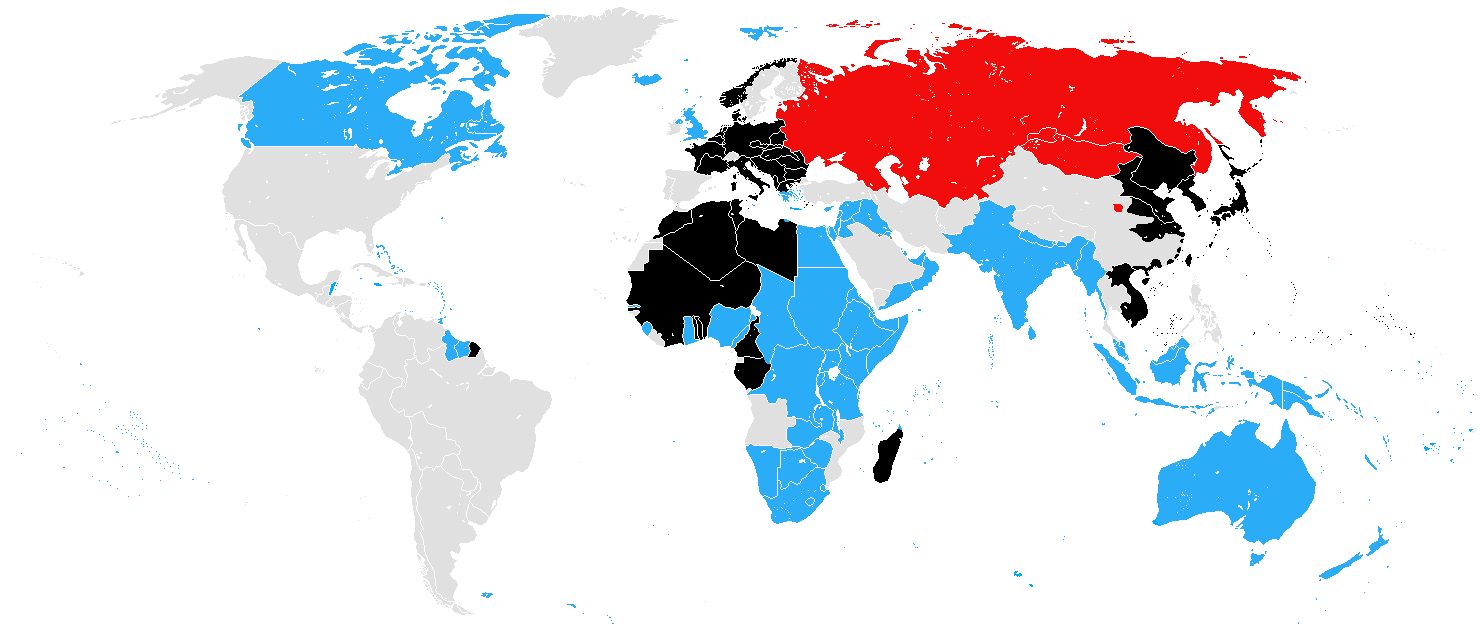
Países Aliados e as Potências do Eixo em abril de 1941.

- 1: Retirada britânica após derrotas em El Agheila. Rommel é surpreendido, então decide continuar sua ofensiva.
: Durante este mês, o forte bombardeio das cidades britânicas continua, e as perdas de comboio continuam pesadas.
: No Iraque, o pró-alemão Rashid Ali e outros membros do "Quadrado Dourado" formam um golpe de estado militar e derrubam o regime do regente pró-britânico 'Abd al-Ilah. Rashid Ali se nomeia chefe de um "Governo da Defesa Nacional".
- 2: Depois de tomar a Agedabia, Rommel decide se retirar da Líbia e move suas tropas para Benghazi. Toda a Cyrenaic (Líbia) parece pronta para ser tomada.
- 3: Um governo pró-Eixo é instalado no Iraque.
: Bristol, Inglaterra, sofre outro bombardeio pesado.
: As tropas britânicas tomam Asmara, a capital da Eritreia, dos italianos.
: Rommel toma Benghazi, Líbia; Tobruk continuará a ser uma ameaça nos próximos sete meses.
- 4: Rommel está agora a cerca de 320 km a leste de El Agheila, indo para Tobruk e Egito.
: Um comboio do Atlântico sofre quase 50% de perdas na campanha com os U-boats.
- 6: Forças da Alemanha, Hungria e Itália, passam pela Romênia e Hungria, iniciam as invasões da Iugoslávia e da Grécia.
: O exército italiano é expulsado de Adis Abeba, na Etiópia.
: A ala norte de forças de Rommel tomam Derna, na costa da Líbia. A ala sul se move em direção a Mechili, e leva-lo no dia 8.
- 7: A Luftwaffe começa um ataque de dois dias contra Belgrado na Iugoslávia; Hitler fica enfurecido pela resistência iugoslava.
- 8: Os alemães tomam Salonica, na Grécia.
- 10: A Groenlândia é ocupada pelos Estados Unidos. Com a aprovação de uma "Dinamarca livre", os Estados Unidos vão construir bases navais e aéreas para a guerra contra os U-boats.
: Enquanto ainda está sendo invadida, o Reino da Iugoslávia é dividida pela Alemanha e Itália. O Estado Independente da Croácia (Nezavisna Država Hrvatska, NDH) é estabelecido sob Ante Pavelić e seu Ustaše.
: Os alemães cercam o porto de Tobruk, Líbia, abrindo o cerco; Algumas das forças de Rommel se movem para o leste para tomar Forte Capuzzo e Sollum, na fronteira com o Egito.
: O destróier USS Niblack ataca um submarino alemão que tinha acabado de afundar um cargueiro holandês. O Niblack estava pegando sobreviventes do cargueiro quando detectou o U-boat se preparando para atacar. O Niblack atacou com cargas de profundidade e expulsou o U-boat.
- 11: Embora ainda seja uma nação "neutra", os Estados Unidos iniciam patrulhas marítimas no Atlântico Norte.
: Ataques pesados da Luftwaffe em Coventry e Birmingham, Inglaterra.
- 12: Belgrado, Iugoslávia, se rende.
: Os alemães derrotam as forças da Commonwealth na Batalha de Vevi.
- 13: Malta é bombardeada novamente; e ainda continua a ser uma pedra no sapato dos movimentos de abastecimento alemães no Mediterrâneo.
: O Japão e a União Soviética assinam um pacto de neutralidade.
: No Iraque, um pequeno contingente de reforços britânicos é levado a base aérea RAF Shaibah.
- 14: Rommel ataca Tobruk, mas é forçado a recuar. Outros ataques, também falham, ocorrem nos dias 16 e 30.
: LSSAH captura Kleisoura Pass um ponto estratégica e começa cortando a linha de retirada para o exército grego na Albânia.
- 15: Destróiers britânicos interceptam um comboio da Afrika Korps e afundam todos os cinco cargueiros e os três que cobrem destróiers italianos.
- 16: Um ataque pesado de Luftwaffe em Belfast, Irlanda do Norte.
: Os alemães continuam a invasão para o sul na Iugoslávia; Eles cortaram o exército grego na Albânia, que teve um sucesso notável contra os italianos em janeiro.
- 17: A Iugoslávia se rende. Um governo no exílio é formado em Londres. O rei Pedro escapa para a Grécia.
- 18: O primeiro-ministro grego, Aléxandros Korizís, comete suicídio; Os britânicos planejam a grande evacuação da Grécia.
: No Iraque, de acordo com o tratado anglo-iraquiano, as forças britânicas da Índia começam a desembarcar em Baçorá.
- 19: Londres sofre uma das invasões aéreas mais pesadas da guerra; Catedral de São Paulo está ligeiramente danificada, mas permanece fechada; Outras igrejas Wren são fortemente danificadas ou destruídas.
- 21: Com a retirada cortada pelo avanço alemão, 223.000 soldados gregos do exército grego na Albânia se rendem.
- 22: Os britânicos, militares e civis, começam a evacuar a Grécia.
- 23: O governo grego é evacuado para Creta, que Churchill está decidido a defender.
- 24: As forças britânicas e australianas se evacuam da Grécia para Creta e o Egito.
: Plymouth sofre a terceira noite de bombardeios pesados pela Luftwaffe.
- 25: Rommel tem uma importante vitória no Halfaya Pass, perto da fronteira egípcia.
: As forças do Eixo derrotam as forças da Commonwealth em Thermopylae depois que o general australiano George Vasey afirma que não serão espancados.
- 26: Rommel ataca a linha de defesa da Gazela e atravessa o Egito; Tobruk continua a segurar no entanto.
- 27: Atenas é ocupada por tropas alemãs. A Grécia se rende.
: Caças Hurricane são entregues como reforços importantes para Malta sitiada.
- 30: Rommel recebe ordens para cessar ataques contra Tobruk após outra falha.
: No Iraque, as forças armadas iraquianas ocupam o planalto ao sul da base aérea da RAF Habbaniya e informam ao comandante da base de que todos os voos devem cessar imediatamente.

## Maio de 1941

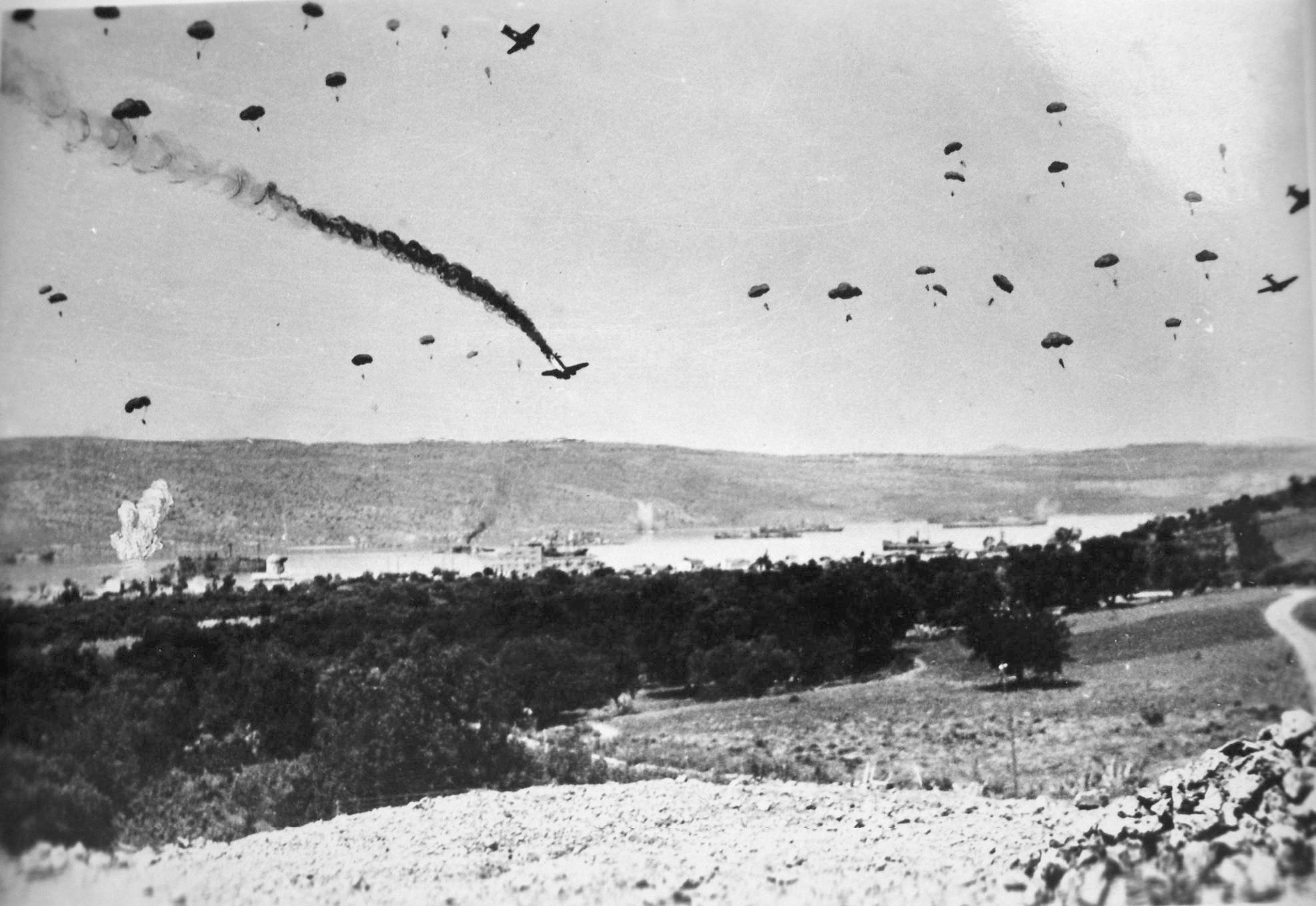
Pára-quedistas alemães saltando em Creta.

- 1: As sete noites de bombardeio de Liverpool pela Luftwaffe começam, resultando em uma destruição generalizada.
- 2: As forças britânicas da RAF Habbaniya iniciam ataques aéreos preventivos contra as forças iraquianas que os sitiam e começam a Guerra Anglo-Iraquiana.
- 3: Belfast na Irlanda do Norte, experimenta outro forte bombardeio pela Luftwaffe.
: As forças britânicas na Etiópia começam o ataque em Amba Alagi, onde forças italianas sob o duque de Aosta ocuparam posições defensivas.
- 5: Cinco anos a partir do dia em que foi forçado a fugir, o imperador Haile Selassie entra em Adis Abeba, sua capital, em triunfo.
- 6: Com grande parte da força aérea iraquiana destruída e enfrentando bombardeios regulares, as forças terrestres iraquianas sitiando em RAF Habbaniya se retiraram.
: A Luftwaffe organiza enviar uma pequena força ao Iraque.
- 7: Entre RAF Habbaniya e Faluja, duas colunas iraquianas são apanhadas ao ar livre e atacadas por cerca de quarenta aeronaves britânicas; Os iraquianos sofrem grandes baixas.
- 8: As perdas de comboio pesado no Atlântico continuam; no entanto, um U-boat (U-110) é capturado pela marinha britânica e outra cópia da máquina "Enigma" é descoberta e salva. Isso ajudará a transformar a destino na batalha do Atlântico.
: Bombardeamento de Nottingham pela Luftwaffe.
- 9: Um tratado japonês de paz negociado é assinado em Tóquio termina a com Guerra Franco-Tailandesa.
- 10: Rudolf Hess é capturado na Escócia depois de sair de seu avião; Sua missão auto-nomeada era fazer a paz com o Reino Unido.
: A Câmara dos Comuns do Reino Unido é danificada pela Luftwaffe em um bombardeamento aéreo. Outros alvos são Hull, Liverpool, Belfast e a área de construção naval do rio Clyde na Escócia. Isso está perto do fim da Blitz, já que a Alemanha desloca seu foco para a União Soviética e para o Oriente.
: A "greve dos 100,000" começa em Liège na Bélgica no aniversário da invasão alemã de 1940. Ela logo se espalha por toda a província, e cerca de 70.000 trabalhadores estão em greve.[2]
- 12: A RAF bombardeia várias cidades alemãs, incluindo Hamburgo, Emden e Berlim.
: A União Soviética reconhece o "Governo da Defesa Nacional" de Rashid Ali no Iraque.
- 13: O coronel do exército iugoslavo Draža Mihailović invoca o "Exército iugoslavo na pátria", que consiste principalmente em sérvios, mas também inclui eslovenos, bósnios e croatas. Mihailović vai da Bósnia para o centro da Sérvia, Ravna Gora, e lança uma revolta prometendo uma luta contra os ocupantes e a restauração da monarquia iugoslava. Neste ponto, Josip Broz Tito e os Partisans iugoslavos estão alinhados com a União Soviética, que ainda é amigável com a Alemanha.
: O apoio aéreo Fliegerführer Irak chega em Mossul para apoiar o governo iraquiano de Rashid Ali.
- 14: A RAF está autorizada a atuar contra aeronaves alemãs na Síria e aeróportos franceses de Vichy.
- 15: O primeiro campo de Serviço Público Civil abre para objetores de consciência nos Estados Unidos.
- 16: Rommel derrota um contra-ataque, "Brevity", no Halfaya Pass. Os dois lados trocam o controle alternativo do Forte Capuzzo e Halfaya Pass.
- 17: As forças britânicas na área de Habbaniya avançam contra Faluja no Iraque e, em cinco dias de combate, expulsam os iraquianos.
- 18: O duque de Aosta, vice-rei da África Oriental Italiana, entrega suas forças a Amba Alagi.
- 20: Pára-quedistas alemães saltam em Creta; a batalha por Creta continua por sete dias.
: A missão militar alemã para o Iraque, Sonderstab F, é criada para apoiar o "Movimento da Liberdade Árabe no Oriente Médio". Sonderstab F deve incluir Fliegerführer Irak e outros elementos já no Iraque.
- 21: O navio mercante dos Estados Unidos SS Robin Moor é afundado pelo submarino alemão U-69. O incidente assombra a nação, e o presidente Roosevelt anuncia em breve uma "emergência nacional ilimitada".
: O vice-rei italiano na Etiópia se rende. Os restos das tropas italianas continuam lutando.

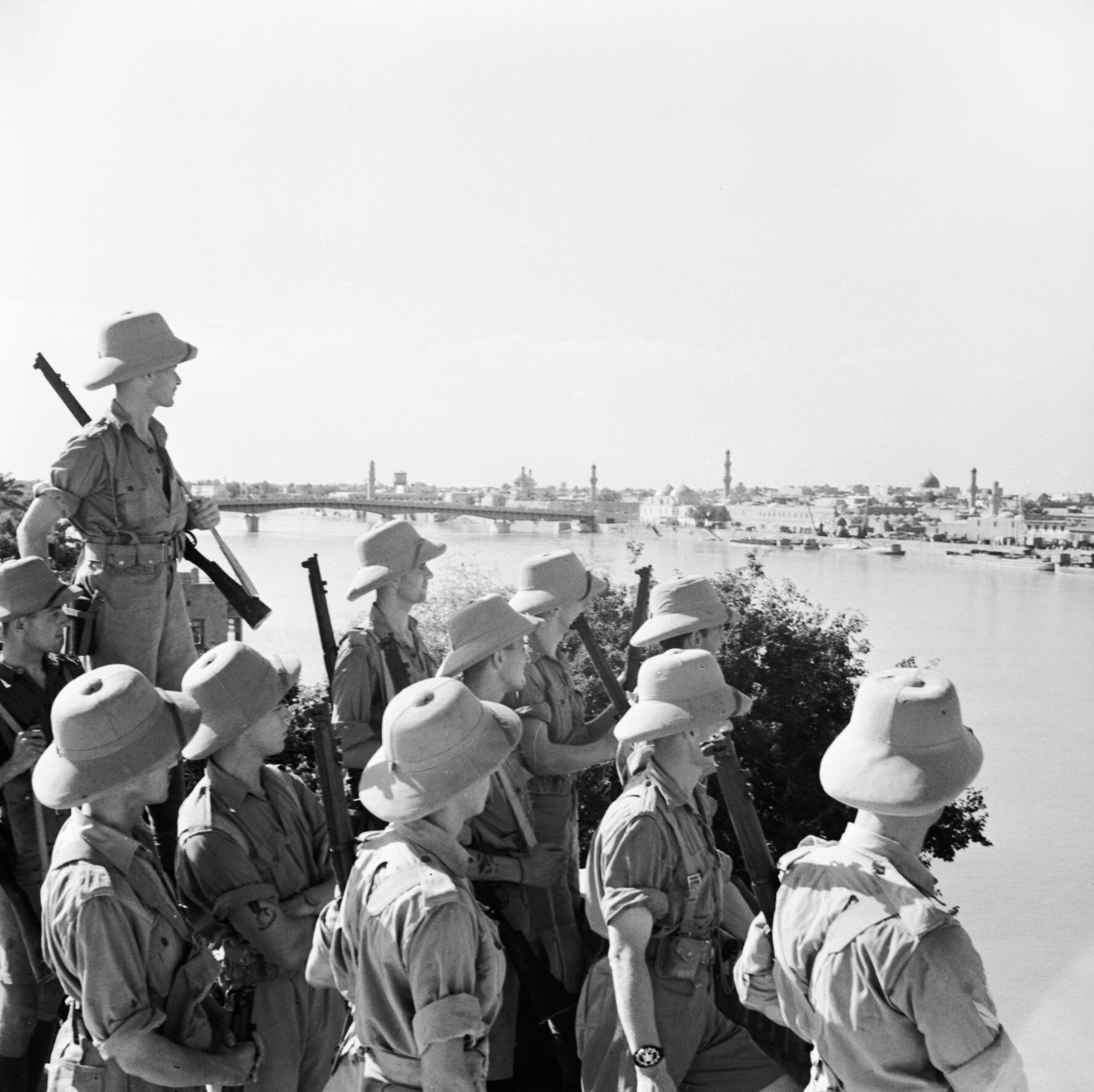
As forças britânicas examinam Bagdá, no Iraque, em junho de 1941

- 22: As forças iraquianas contra-atacam, sem sucesso, as forças britânicas em Faluja e são expulsos.
- 23: O ditador alemão Adolf Hitler lida com a "Weisung Nr. 30" em apoio ao "Movimento da Liberdade Árabe no Oriente Médio", seu "aliado natural contra a Inglaterra".
- 24: O cruzador de batalha britânico HMS Hood é afundado pelo navio de guerra alemão Bismarck no Atlântico Norte.
:O governo grego deixa Creta e vai para o Cairo.
- 26: No Atlântico Norte, os aviões Fairey Swordfish da Marinha Real do porta-aviões HMS Ark Royal paralisam fatalmente o Bismarck no ataque de torpedo.
- 27: O navio de guerra alemão Bismarck é afundado no Atlântico Norte pela Marinha Real, depois de táticas evasivas e um sistema de direção danificado que o forçou a uma infinita série de movimentos circulares.
: As forças britânicas da área de Habbaniya começam um avanço em Bagdá e, em quatro dias, se aproximam da cidade do oeste e do norte.
: Doze aviões italianos chegam a Mossul para se juntar ao Fliegerführer Irak.
- 28: As forças britânicas e da Commonwealth começam a evacuar Creta.
: Por essa data, é claro que a operação "Brevity" falhou.
- 29: Membros da missão militar alemã fogem do Iraque.
- 30: Rashid Ali e seus apoiantes fogem do Iraque.
- 31: Bombardeio pesado da Luftwaffe na capital da Irlanda neutra; numerosas vítimas civis.
: O prefeito de Bagdá entrega a cidade às forças britânicas e acaba com a Guerra Anglo-Iraquiana.

## Junho de 1941
- 1: As forças da Commonwealth completam a retirada de Creta.
: O racionamento de roupas começa no Reino Unido.
- 2: Tuskegee Airmen começa com a formação do 99º Esquadrão de Combate.
- 4: Guilherme II, antigo imperador alemão, morre no exílio nos Países Baixos.
- 6: Mais caças britânicos são entregues a Malta; Os ataques de Luftwaffe continuam.
- 8: A Síria e o Líbano franceses controlados por Vichy são invadidos por forças australianas, britânicas, francesas livres e indianas.
- 9: A Finlândia inicia uma mobilização, preparando para possíveis ataques de agressor soviético.
: Os britânicos e australianos atravessam o Rio Litani, derrotando as forças francesas de Vichy. Durante esta batalha, Moshe Dayan, liderando uma unidade australiana, perde um olho. Ele se torna famoso quando sua história é publicada um dia depois.[3]
- 10: Assab, o último porto de origem italiana na África Oriental, cai.
- 13: Os australianos continuam a lutar pelas defesas francesas de Vichy e avançam em direção a Beirute, ganhando a Batalha de Jezzine.
: Os soviéticos começam a deportar lituanos para a Sibéria. As deportações continuam por cinco dias e totalizam 35.000 lituanos, entre eles 7.000 judeus.[4]
- 14: Todos os ativos alemães e italianos nos Estados Unidos estão congelados.
: 10.100 estonianos, 15.000 letões e 34.000 (ou 35.000, começando um dia antes[4]) da Lituânia são deportadas para a Sibéria pela União Soviética.
- 15: A operação britânica Battleaxe tenta e não consegue aliviar o Cerco de Tobruk. Os britânicos são fortemente derrotados no Passo de Halfaya, apelidado de "Hell-fire pass".
- 16: Todos os consulados alemães e italianos nos Estados Unidos são ordenados a serem fechados e suas equipes para deixar o país até 10 de julho.
- 20: De acordo com as diretrizes do Departamento de Guerra dos Estados Unidos, a maior parte do pessoal do que foi conhecido como o Corpo Aéreo do Exército dos Estados Unidos até essa data e  se tornam as Forças Aéreas do Exército dos Estados Unidos a partir desta data, com o General Henry H. Arnold como seu primeiro comandante. Como parte da reorganização, Quartel General da Força Aérea é renomeado para Comando de Combate da Força Aérea; A nova organização das Forças Aéreas do Exército consiste no Comando de Combate da Força Aérea (seu elemento de combate), com o elemento de treinamento e logística existente que retém a designação mais antiga do "Corpo Aéreo do Estado Unidos".[5]

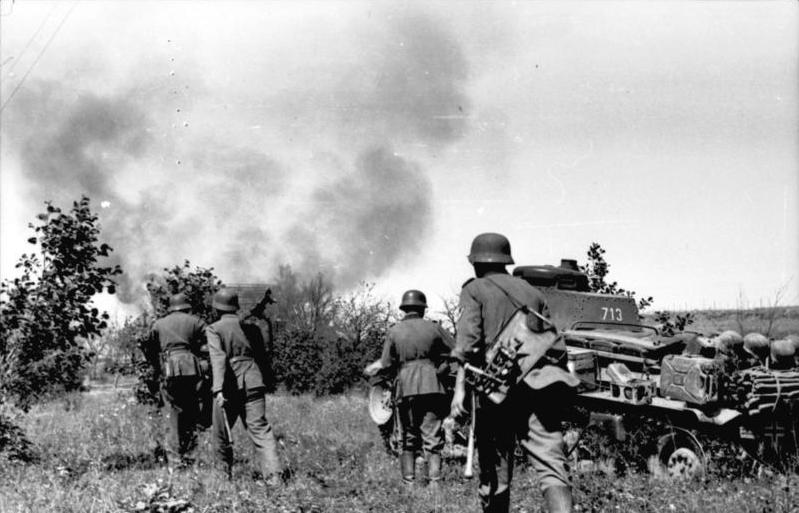
A Operação Barbarossa começou em 22 de junho de 1941, marcando a entrada da União Soviética na guerra.

- 22: A Alemanha invade a União Soviética com a Operação Barbarossa, uma operação tridimensional voltada para Leningrado, Moscou e os campos de petróleo do sul do Cáucaso, encerrando o Pacto Molotov-Ribbentrop. A Romênia invade as áreas fronteiriças do sudoeste da União Soviética na Europa, ao lado da Alemanha.
: O general britânico Wavell na Líbia/Egito é substituído pelo general Auchinleck.
: Revolta de junho contra a União Soviética na Lituânia.
- 23: No final da tarde, Hitler chega pela primeira vez em seu quartel general Wolfsschanze codinome "Toca do Lobo" em Rastenburg, Prússia Oriental. Entre esta data e 20 de novembro de 1944, Hitler passará 800 dias na Toca do Lobo.
: Massacre mata 42 pessoas em Ablinga, Lituânia, cometido pelos alemães.
- 24: As forças alemãs entram em Vilnius. Os homens da milícia lituana continuam disparando, matando dezenas de judeus nas ruas, com espectadores civis animando-os. Os alemães sequestram 60 "reféns" judeus e 30 polacos. Apenas 6 retornam.[4]
- 25: A União Soviética bombardeia Helsínquia capital da Finlândia. A Finlândia declara um estado de guerra entre a Finlândia e a União Soviética. A Guerra da Continuação é iniciada.
- 26: Hungria e Eslováquia declaram a guerra à União Soviética.
- 27: A ocupação da Lituânia começa oficialmente.
- 28: A Albânia ocupada pelos italianos declara guerra à União Soviética.
: Enorme cerco alemão de 300.000 soldados do Exército Vermelho perto de Minsk e Białystok.
- 29: As tropas finlandesas e alemãs iniciam a Operação Arctic Fox contra a União Soviética.
: Leis de Nuremberg impostas aos judeus da Lituânia e Vilnius em particular.[4]

## Julho de 1941

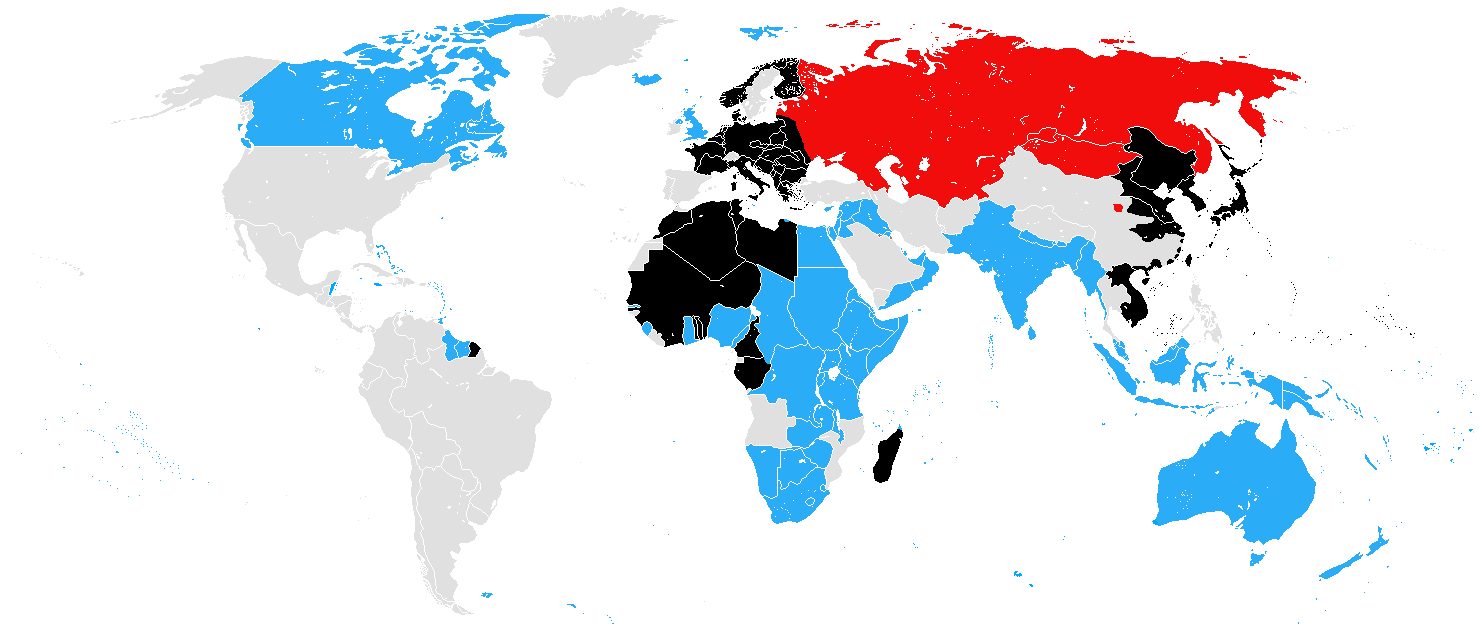
O países Aliados e do Eixo em julho de 1941.

- 1: O general Auchinleck assume o comando do general Wavell no norte da África.
: Os britânicos ganham a Batalha de Palmira contra os franceses no Oriente Médio.
: Todos os homens americanos com mais de 21 anos são obrigados a registrar o rascunho.
: As tropas alemãs ocupam a capital da Letônia, Riga, a caminho de Leningrado.
- 2: O massacre de Ponary começa, com os fuzilamentos de prisioneiros de guerra soviéticos capturados durante a Operação Barbarossa, que começou duas semanas antes, e com a deportação de centenas de judeus de Vilnius para cavar poços de tanques de combustível soviéticos perto do subúrbio de Ponariai em Vilnius, onde são fuzilados ou enterrados vivos. Relatos de sobreviventes são aceitos como alucinações. As deportações em massa e os fuzilamentos de judeus continuaram até 1943.
: As tropas húngaras assumiram Stanisławów e outras cidades no que é agora a Ucrânia.[6]
- 3: Stalin anuncia uma "Política da terra queimada".
: Os Estados Unidos elevam seu Quartel General, o Exército dos Estados Unidos, para comandar e planejar operações militares dentro da Zona do Interior.
: O general italiano Pietro Gazzera se rende com os restos de suas forças na área de Jimma.
: As tropas britânicas empregam táticas de flanco valentes e arriscadas para conquistar a batalha de Deir ez-Zor.
- 4: Massacre de cientistas e escritores poloneses, cometido por tropas alemãs na cidade polaca polaca de Lwów.
: O primeiro Judenrat do Gueto de Vilnius é criado.[4]
- 5: O governo britânico exclui a possibilidade de uma paz negociada com a Alemanha Nazista.
: Os aviões de torpedos britânicos afundam um contratorpedeiro italiano em Tobruk; No dia 20, mais dois são afundados.
: As tropas alemãs alcançam o Rio Dniepre.
: A Guerra peruano-equatoriana começa na América do Sul.
- 7: As tropas britânicas e canadenses na Islândia são substituídas por americanos.
- 8: A Iugoslávia, um país formado pelo tratado de Versalhes, é dissolvido pelo Eixo em suas partes componentes; Especialmente importante será a Croácia, com um governo pró-Eixo.
: O Reino Unido e a União Soviética assinam um acordo de defesa mútua, prometendo não assinar de qualquer forma um acordo de paz separado com a Alemanha.
- 9: Vitebsk é capturada; Isso abre a batalha de Smolensk, um importante centro de comunicação, considerado pelo alto comando alemão como "a porta de entrada para Moscou".
- 10: A ocupação da Letônia começa oficialmente. Os Panzers de Guderian tomam Minsk; os alemães avançam mais para a Ucrânia.
: As unidades do Corpo Expedicionário Italiano na Rússia começam a chegar. Uma legião do Estado Independente da Croácia faz parte do corpo italiano.
- 12: A rendição francesa de Vichy na Síria.
: Pacto de assistência assinado entre o Reino Unido e a União Soviética.
- 13: Montenegro inicia uma revolta contra o Eixo pouco depois que os monarquistas na Sérvia começarem a deles. Planos comunistas questionáveis instigam uma revolta paralela e guerra civil.
- 15: O Exército Vermelho inicia um contra-ataque contra a Wehrmacht perto de Leningrado.
: A Base Aérea de Argentia está instalada em Terra Nova; Foi uma importante estação de transferência para os Aliados por alguns anos.
- 16: Panzers alemães sob Guderian alcança Smolensk, aumentando o risco para Moscou.
- 17: Ataques aéreos da Luftwaffe sobre Malta continuam.
- 19: O "sinal em V", mais destacado por Churchill, é adotado de forma não oficial como o sinal Aliado, juntamente com a Quinta Sinfonia de Beethoven.
- 20: Heinrich Himmler visita prisioneiros de guerra soviéticos perto de Minsk e Lublin e decide construir o campo de concentração perto de Lublin conhecido como campo de concentração de Majdanek.[7]
- 21: A Luftwaffe bombardeia pesadamente Moscou.
- 26: Em resposta à ocupação japonesa da Indochina francesa, o presidente dos Estados Unidos, Franklin D. Roosevelt, ordena a apreensão de todos os ativos japoneses nos Estados Unidos.
: Os alemães ordenam um Judenrat estabelecido em Stanisławów. E é liderado por Israel Seibald.[6]
- 28: As tropas japonesas ocupam o sul da Indochina Francesa. O governo colonial francês de Vichy é permitido pelos japoneses para continuar a administrar o Vietnã. A repressão francesa continua. Os franceses de Vichy também concordam com a ocupação pelos japoneses de bases na Indochina.
: Os alemães avançaram contra Smolensk e, enquanto isso, solidificam sua presença nos Países Bálticos; populações nativas judaicas dos Países Bálticos estão sendo exterminadas.
- 31: Sob as instruções de Adolf Hitler, o oficial nazista Hermann Göring, ordena ao general da SS, Reinhard Heydrich, "a submeter-me o mais rápido possível a um plano geral do material administrativo e das medidas financeiras necessárias para a realização da solução final desejada da questão judaica".
: O ministério naval japonês acusa os Estados Unidos de se intrometer em suas águas territoriais na Baía de Sukumo e, em seguida, fugir. Nenhuma evidência é apresentava para provar esta alegação.
: Lewis B. Hershey sucede a Clarence A. Dykstra como Diretora do Sistema de Serviço Seletivo nos Estados Unidos.
: A Guerra peruano-equatoriana termina.

## Agosto de 1941
- 1: Os Estados Unidos anunciam um embargo de petróleo contra "agressores".
: Os japoneses ocupam Saigon, no Vietnã.
: Os alemães declaram a Galícia como o quinto distrito do Generalgouvernement.[6]
- 2: Todas as rádios civis na Noruega são confiscadas pela ocupação alemã.[1]
: O comandante da SS Hans Krueger ordena o registro de centenas de Intelligentsia judeus e poloneses em Stanisławów, que são posteriormente torturados e assassinados. Esta é a primeira implementação do método "uma bala um judeu" na Galiza.[6]
- 5: Os exércitos alemães armam uma armadilha contra o Exército Vermelho no bolso Smolensk e capturam 300.000 soldados; Orel é tomada.
- 6: Os alemães tomam Smolensk.
: Os governos americano e britânico advertem o Japão para não invadir a Tailândia.
- 9: Franklin D. Roosevelt e Winston Churchill se encontram na Estação Naval de Argentia, na Terra Nova. A Carta do Atlântico é criada, assinada e divulgada na imprensa mundial.
- 11: Malta é aliviada por um comboio.
: Chungking, a capital nominal da China Nacionalista localizada muito acima do Rio Yangtzé, sofre vários dias de bombardeios pesados.
- 12: Hitler, contra o conselho de seus generais, desloca algumas forças da frente de Moscou para Leningrado e as ofensivas da Crimeia.
- 18: Hitler suspende temporariamente a eutanásia sistemática na Alemanha nazista de doentes mentais e portadores de deficiência devido a protestos. No entanto, os graduados da operação da Aktion T4 foram então transferidos para campos de concentração, onde continuaram no seu comércio.
- 20: A 250ª divisão de infantaria alemã, apelidada de "Divisão Azul" e constituída por voluntários espanhóis e portugueses, foi formada e começou a se mudar para a Polônia.[1]
- 22: As forças alemãs se aproximam de Leningrado; os cidadãos continuam improvisando fortificações.
- 25: As tropas britânicas e soviéticas invadem o Irã para salvar os campos petrolíferos de Abadã e as importantes ferrovias e rotas para a União Soviética para o fornecimento de material de guerra.
- 27: O U-Boot alemão U-570, sendo forçado a sair da Islândia é capturado pela Marinha Real Britânica e depois é colocado no serviço de combate como HMS Graph.
- 28: As forças alemãs com a ajuda de voluntários estonianos tomam Tallinn dos soviéticos.
- 30: O Shetland Bus, um grupo de operações especiais clandestinas que fez uma ligação permanente entre Shetland, Escócia e Noruega ocupada pelos alemães, começa suas operações.
- 31: Os primeiros sinais de um "cerco" a Leningrado começam.
: "A Grande Provocação" em Vilnius, as forças alemãs formam um ataque aos judeus contra seus soldados, levando a uma prisão em massa de "retaliação" dos moradores do antigo bairro judeu, para serem assassinados em Ponary, três dias depois.[4]

## Setembro de 1941

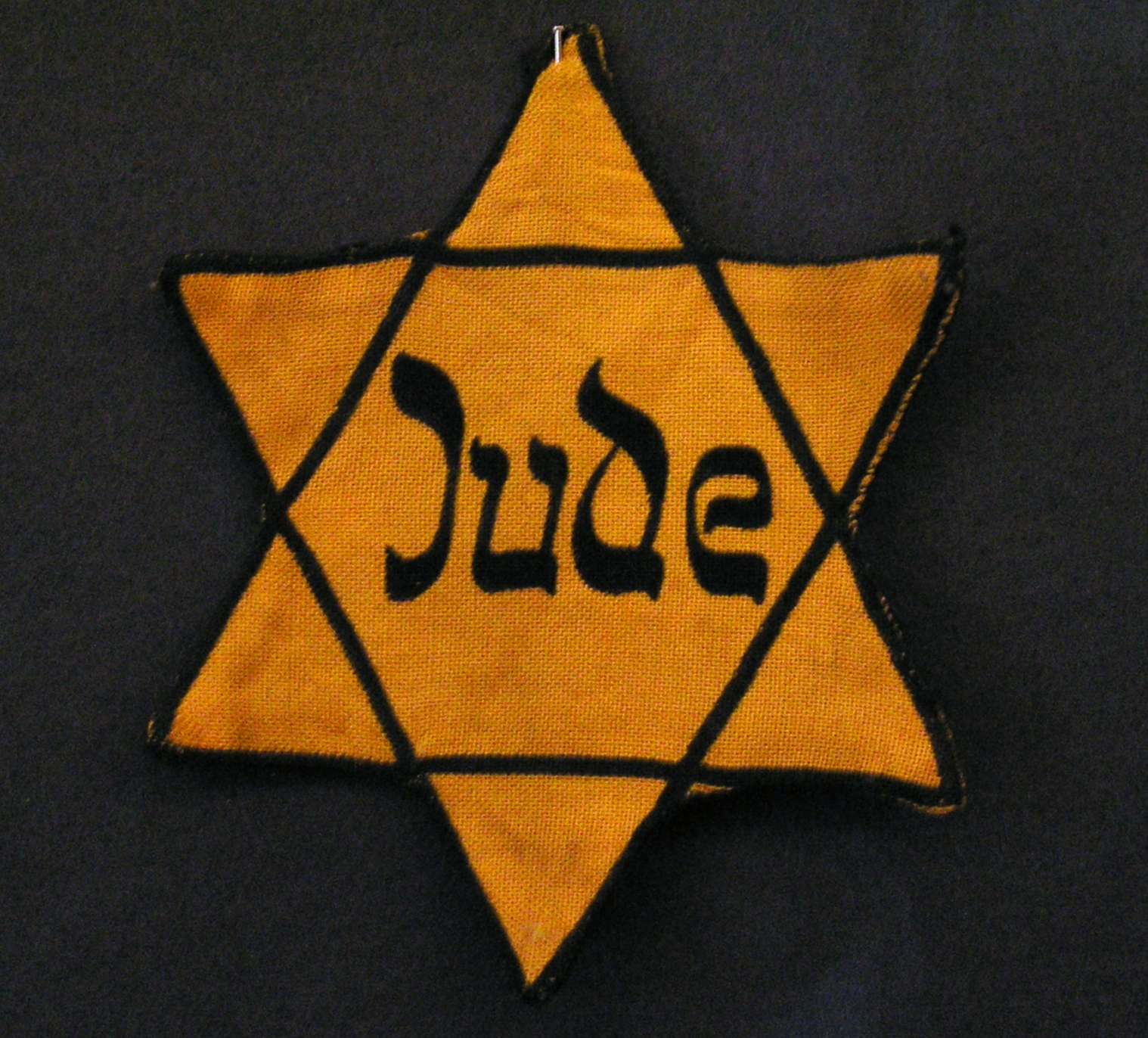
A estrela amarela de Davi, já obrigatório na Alemanha Nazista, foi implementado em outros lugares da Europa ocupada em setembro de 1941.

- 1: Com a ajuda de exércitos finlandeses no norte, Leningrado está completamente cercada.
: Um governo pró-alemão de Salvação Nacional se formou no Território do Comandante Militar na Sérvia, sob o comando de Milan Nedić.
: Todos os judeus sob o domínio alemão devem usar o estrela amarela de Davi com "judeus" claramente escritos nele, são proibidos de viver ou se casar com não-judeus, e são proibidos de deixar suas cidades sem consentimento por escrito, de acordo com as Leis de Nuremberg de 1935. O decreto, assinado por Heydrich, entrará em vigor em 19 de setembro.[8]
- 3: O assassinato em massa de todos os 3.700 residentes do antigo bairro judeu em Vilnius começa Ponary, juntamente com 10 membros do Judenrat. O primeiro testemunho escrito de ocorrências em Ponary por um sobrevivente.[4]
: Os judeus do Gueto de Vilnius são obrigados a entregar qualquer ouro ou prata.[4]
- 4: O USS Greer se torna o primeiro navio de guerra dos Estados Unidos atacado por um U-Boot alemão na guerra, embora os Estados Unidos sejam um país neutro. Como resultado a tensão aumenta entre as duas nações. Os Estados Unidos estão agora empenhados em deveres de comboio entre o Hemisfério Ocidental e a Europa.
- 5: A Alemanha ocupa a Estônia.
- 6: 6.000 judeus são fuzilados em Ponary, um dia após a emissão da ordem para formar o Gueto de Vilnius.
- 7: Berlim é fortemente atingida por bombardeiros da Força Aérea Real.
- 8: O cerco de Leningrado começa, uma data razoável para começar a medir "os 900 dias". As forças alemãs começam um cerco contra a segunda maior cidade da União Soviética, Leningrado; Stalin ordena que os alemães do Volga sejam deportados para a Sibéria.
- 10: Os exércitos alemães agora têm Kiev completamente cercado.
- 11: Franklin D. Roosevelt ordena que a Marinha dos Estados Unidos dispare à vista se qualquer navio ou comboio ameaçador.
- 15: O "governo autônomo" da Estônia, liderado por Hjalmar Mäe, é nomeado pela administração militar alemã.
: "Movimento Aktion" no Gueto de Vilnius. Dos 3.500 judeus "movidos" entre as seções do gueto, apenas 550 chegam. Os restantes 2.950 judeus são fuzilados no massacre de Ponary.
- 16: Reza Pahlavi, Xá do Irã é forçado a renunciar em favor de seu filho Mohammad Reza Pahlavi do Irã sob pressão do Reino Unido e da União Soviética.
- 19: A captura alemã de Kiev agora é formal. As forças do Exército Vermelho sofreram muitas perdas na defesa desta cidade-chefe na Ucrânia soviética.
- 26: O Comando Naval dos Estados Unidos ordena uma guerra-total no transporte do Eixo em águas americanas.
- 27: O primeiro navio "Classe Liberty", o SS Patrick Henry é lançado. Navios Liberty iram se revelar uma das principais partes do sistema de abastecimento dos Aliados.
: A Frente de Libertação Nacional é fundada na Grécia.
- 28: As tropas SS matam mais de 30.000 judeus em Babi Yar, nos arredores de Kiev, na Ucrânia soviética, em resposta aos esforços de sabotagem que os alemães atribuíram aos judeus locais.
- 28–29: Começa a Revolta do Drama contra a ocupação búlgara no norte da Grécia. É rapidamente derrubada, com cerca de 3.000 pessoas executadas como represália.

## Outubro de 1941
- 1: O campo de concentração de Majdanek que depois se tornará um campo de extermínio, é aberto.[7]
: O Aktions Yom Kipur no Gueto de Vilnius (operações alemãs de aniquilação) começam. Em quatro incidentes separados, 3.900 judeus são sequestrados, fuzilados no local do massacre de Ponary, continuaram com mais 2.000 judeus sequestrados e mortos nos próximos dois dias.[4]
- 2: Operação Typhoon, as forças "Centrais" alemãs começam uma ofensiva total contra Moscou. Liderando a defesa da capital é o general Gueorgui Jukov, já um herói da União Soviética pelo seu comando no conflito contra os japoneses no Extremo Oriente Russo e em Leningrado.
- 3: Mahatma Gandhi exorta seus seguidores a começar uma resistência passiva contra o governo britânico na Índia.
- 7: Bombardeios pesados na noite pela Força Aérea Real em Berlim, Ruhr e Colônia, mas com grandes perdas.
- 8: Em sua invasão no sul da União Soviética, a Alemanha atinge o Mar de Azov com a captura de Mariupol. No entanto, há sinais de que a invasão está começando a recuar como o tempo chuvoso que cria estradas enlameadas para os tanques e homens.
- 10: Os exércitos alemães cercam cerca de 660.000 tropas do Exército Vermelho perto de Vyazma (a leste de Smolensk); Alguns fazem uma previsão brilhante do fim da guerra.
- 12: HMS Ark Royal entrega um esquadrão de aviões de combate Hawker Hurricane para Malta.
: Massacre do Domingo Sangrento em Stanisławów, 8.000 a 12.000 judeus foram enfileirados e fuzilados pela Ukrainische Hilfspolizei (polícia auxiliar ucraniana) junto com soldados alemães da SS uniformizados. O Dr. Tenenbaum do Judenrat rejeita heroicamente a oferta de isenção e é fuzilado junto com os outros.[6]
- 13: Os alemães tentam outro caminho em direção a Moscou, enquanto o solo uma vez enlameado se endurece.
- 14: As temperaturas caem mais na frente de Moscou; As tempestades de neve pesadas seguem e imobilizam tanques alemães.
- 15: Os alemães se dirigem para Moscou.
- 16: O governo da União Soviética começa a se mover para o leste até Samara, uma cidade no Rio Volga, mas Joseph Stalin permanece em Moscou. Os cidadãos de Moscou criam freneticamente armadilhas de tanques e outras fortificações para o próximo cerco.
: No Aktion Gueto de Vilnius, 3.000 judeus são mortos.[4]
- 17: O contratorpedeiro USS Kearny é torpedeado e danificado pelo U-568 perto da Islândia, matando onze marinheiros. São as primeiras vítimas militares americanas da guerra.
: O governo do primeiro-ministro japonês, o príncipe Fumimaro Konoe, colapsa, deixando pouca esperança para a paz no Pacífico.
- 18: Os reforços de tropas do Exército Vermelho chegam em Moscou vindos da Sibéria; Stalin tem certeza de que os japoneses não atacarão a União Soviética pelo Oriente.
: O general Hideki Tōjō torna-se o 40º Primeiro-Ministro do Japão.

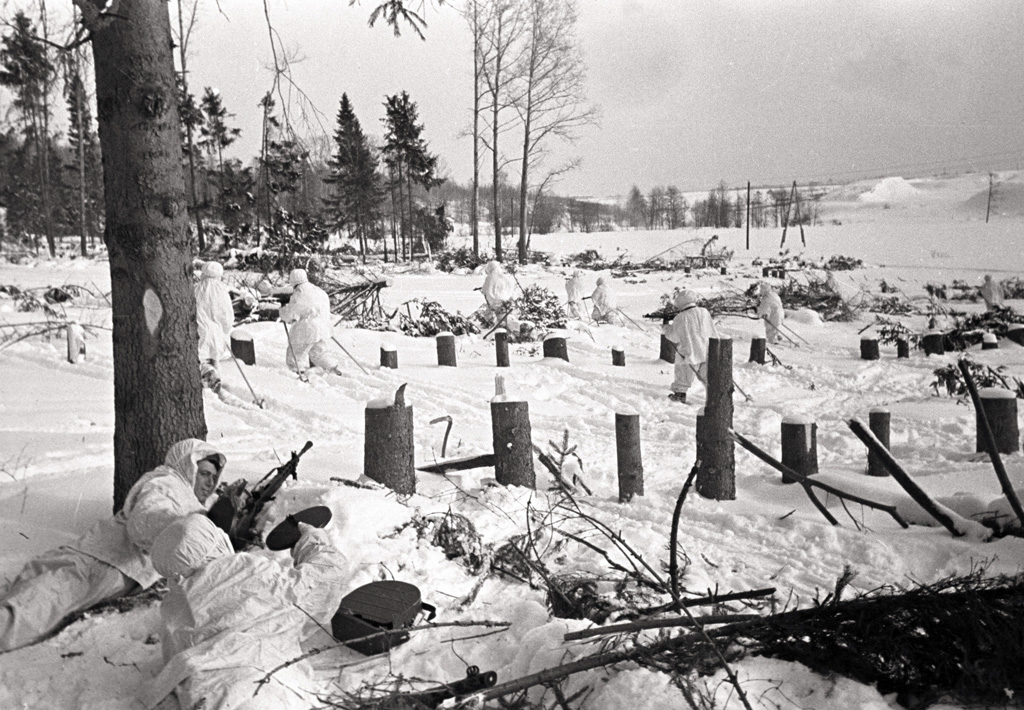
Tropas soviéticas em ação durante a Batalha de Moscou.

- 19: Um "estado de sítio" oficial é anunciado em Moscou; A cidade é colocada sob a lei marcial.
: Luxemburgo, ocupado pela Alemanha, é declarado "Judenfrei" ("Limpo de Judeus").
- 20: O tenente-coronel Fritz Hotz, o comandante alemão em Nantes, é morto pela resistência; 50 reféns são fuzilados em represália. O incidente se tornará um modelo para futuras políticas de ocupação.
- 21: As tropas da Nova Zelândia desembarcam no Egito e assumiram Forte Capuzzo.
: As negociações em Washington entre os Estados Unidos e o Japão parecem direcionadas ao fracasso.
- 22: O massacre de Odessa começa e continua por dois dias. 25.000 a 34.000 judeus são conduzidos em uma longa procissão e são fuzilados em uma vala antitanque, ou queimados vivos depois de terem lotados quatro edifícios.
: O massacre começou depois que uma bomba relógio plantada pelos soviéticos matou 67 pessoas no quartel general da Romênia, incluindo o comandante da Romênia, o general Glogojeanu.
: 35.000 judeus são expulsos do Gueto de Slobodka e são deixados em condições de congelamento por 10 dias. Muitos pereceram no frio.
- 24: Na Ucrânia, um importante centro industrial e de mineirios de Kharkov cai para as forças alemães do Grupo de Exércitos Sul.
- 27: As forças alemãs do Grupo de Exércitos Sul chegam a Sevastopol na Crimeia, mas os tanques das forças "do Norte" estão atrasados ou parados completamente pela lama.
- 28: Bolekhiv primeiro massacre de aktion, 1.000 dos principais judeus arredondados por lista, torturados e no dia seguinte 800 dos judeus sobreviventes, foram fuzilados ou enterrados vivos em uma floresta próxima. As atrocidades e os testemunhos descobertos em 1996 levaram à pesquisa de Patrick Desbois sobre o método alemão do extermínio "Uma bala, Um Judeu" em 1941 e 1942.
- 29: Gueto de Vilnius II é liquidado. 2.500 judeus são mortos.[4]
- 30: Franklin D. Roosevelt aprova US$1 bilhão em auxílio Lend-Lease à União Soviética.
- 31: O contratorpedeiro USS Reuben James é torpedeado pelo U-552 de Erich Topp perto da Islândia, matando mais de 100 marinheiros da Marinha dos Estados Unidos. É a primeira perda de um "navio de guerra neutro" americano.

## Novembro de 1941
- 1: O presidente Franklin D. Roosevelt anuncia que a Guarda Costeira dos Estados Unidos estará agora sob a direção da Marinha dos Estados Unidos, uma transição de autoridade geralmente reservada apenas para o tempo de guerra.
- 2: O conflito político na Iugoslávia como esquerdistas sob Josip Broz Tito estão em concorrência com os sérvios mais conservadoras sob Draža Mihailović.
- 3: Os alemães tomam Kursk.
: Aktion III Gelbschein Gueto de Vilnius, 1.200 judeus são mortos.[4]
- 6: O líder soviético Joseph Stalin se dirige à União Soviética pela segunda vez durante seu governo de três décadas (a primeira vez foi no início do ano em 2 de julho). Ele afirma que apesar de 350.000 soldados terem sido mortos em ataques alemães até ao momento, os alemães perderam 4.5 milhões de soldados (um exagero grosseiro) e que a vitória soviética estaria perto.
- 7: Bombardeios pesados na noite pela Força Aérea Real em Berlim, Ruhr e Colônia, mas com grandes perdas.
- 9: A Força K, incluindo os cruzadores rápidos HMS Penelope e HMS Aurora e os contratorpedeiros HMS Lively e HMS Lance, afundaram 7 navios mercantes, 1 petroleiro e 1 contratorpedeiro durante o Batalha do Comboio de Duisburgo.
- 12: Batalha de Moscou, temperaturas em torno de Moscou caem para –12°C e a União Soviética lança tropas de esqui pela primeira vez contra as forças alemãs perto da cidade.
: O HMS Ark Royal entrega um esquadrão de aviões de combate Hawker Hurricane para Malta.
- 13: Os alemães começam uma nova ofensiva contra Moscou, enquanto o terreno enlameado congela novamente.
: O porta-aviões HMS Ark Royal é torpedeado pelo submarino alemão U-81 e afunda no dia seguinte.
- 15: Os alemães se dirigem para Moscou.
- 17: Joseph Grew, o embaixador dos Estados Unidos no Japão, liga para o Departamento de Estado que o Japão tinha planos de lançar um ataque contra Pearl Harbor, no Havaí (sua ligação foi ignorada).
: Ernst Udet, chefe da Produção e Desenvolvimento da Luftwaffe, cometeu suicídio sobre sua incapacidade percebida para executar adequadamente sua missão.
- 18: Operação Crusader: a Commonwealth e outras tropas Aliadas atravessam a Líbia e, pelo menos, aliviam temporariamente o cerco de Tobruk.
- 19: O cruzador leve australiano HMAS Sydney e o cruzador auxiliar alemão Kormoran se afundam um a outro na costa da Austrália Ocidental. Todos os 648 tripulantes são mortos no HMAS Sydney.
- 22: Rostov do Don, um importante centro da frente do sul, é tomado pelos alemães.
: O Reino Unido impõe um ultimato à Finlândia para acabar com a guerra com a União Soviética ou enfrentar a guerra com os Aliados.
: Erwin Rommel começa uma contra-ofensiva, retomando Sidi Rezegh (sul de Tobruk) que os Aliados haviam tomado alguns dias antes. As perdas de tanques britânicos são pesadas.
- 23: O ataque de Rommel continua em torno de Sidi Rezegh; As perdas aliadas continuam a aumentar.
: Os Estados Unidos chegam a um acordo com o governo holandês no exílio, pelo que os americanos ocupam o Suriname para proteger as minas de bauxita.
- 24: Os Estados Unidos concedem Lend-Lease a França Livre.
: Rommel começa uma incursão surpreendente de 24 km para o Egito; ele não encontra nenhuma oposição.
- 25: U-331 afunda o navio de guerra britânico HMS Barham enquanto cobrem os comboios no Mediterrâneo.
- 26: Uma frota de ataque japonesa de 33 navios de guerra e embarcações auxiliares, incluindo seis porta-aviões, navega do norte do Japão para as ilhas havaianas.
: O ultimato da nota Hull é entregue ao Japão pelos Estados Unidos.
: Após seu breve ataque ao Egito, Rommel se retira para Bardia para reabastecimento; é durante esta breve retirada que Tobruk é temporariamente aliviada quando o 8º Exército se reúne com os sitiados.
- 28: Batalha de Moscou, panzers alemães estão nos arredores de Moscou, perto do Canal Moscou-Volga.
: As últimas forças armadas italianas na África Oriental se renderam em Gondar.

## Dezembro de 1941

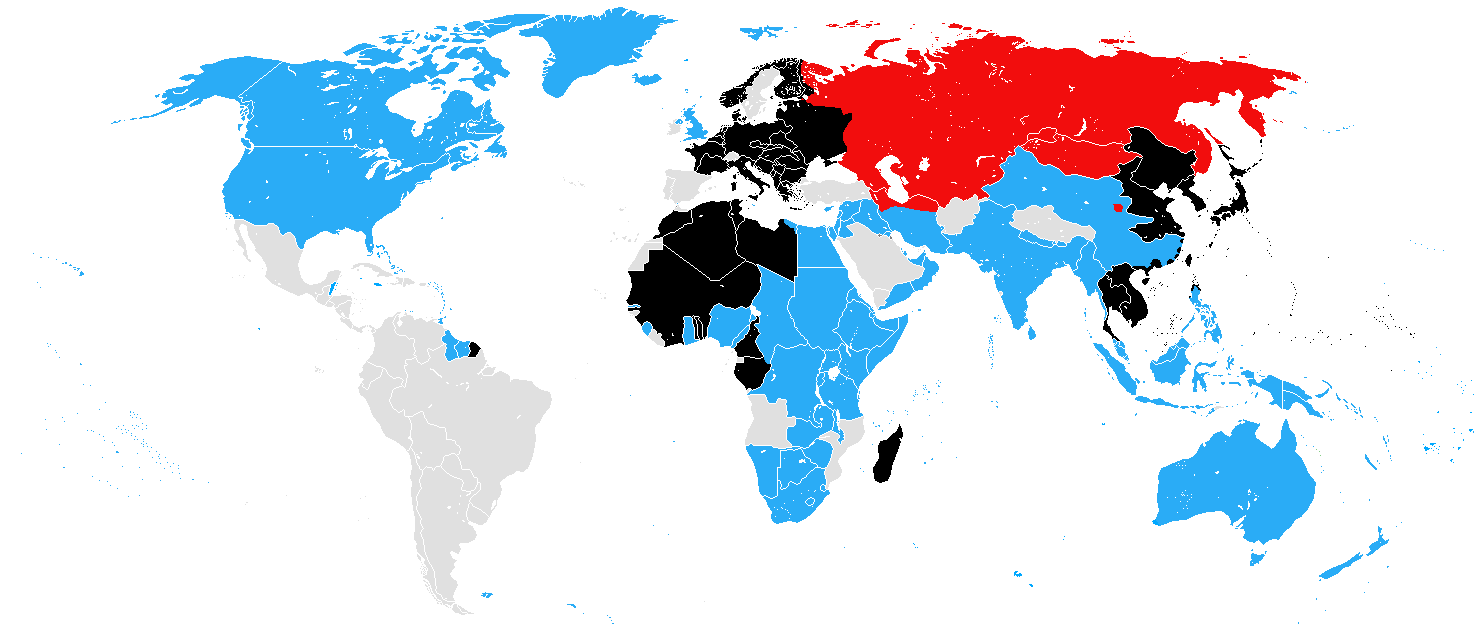
As potências Aliadas e do Eixo em dezembro de 1941.

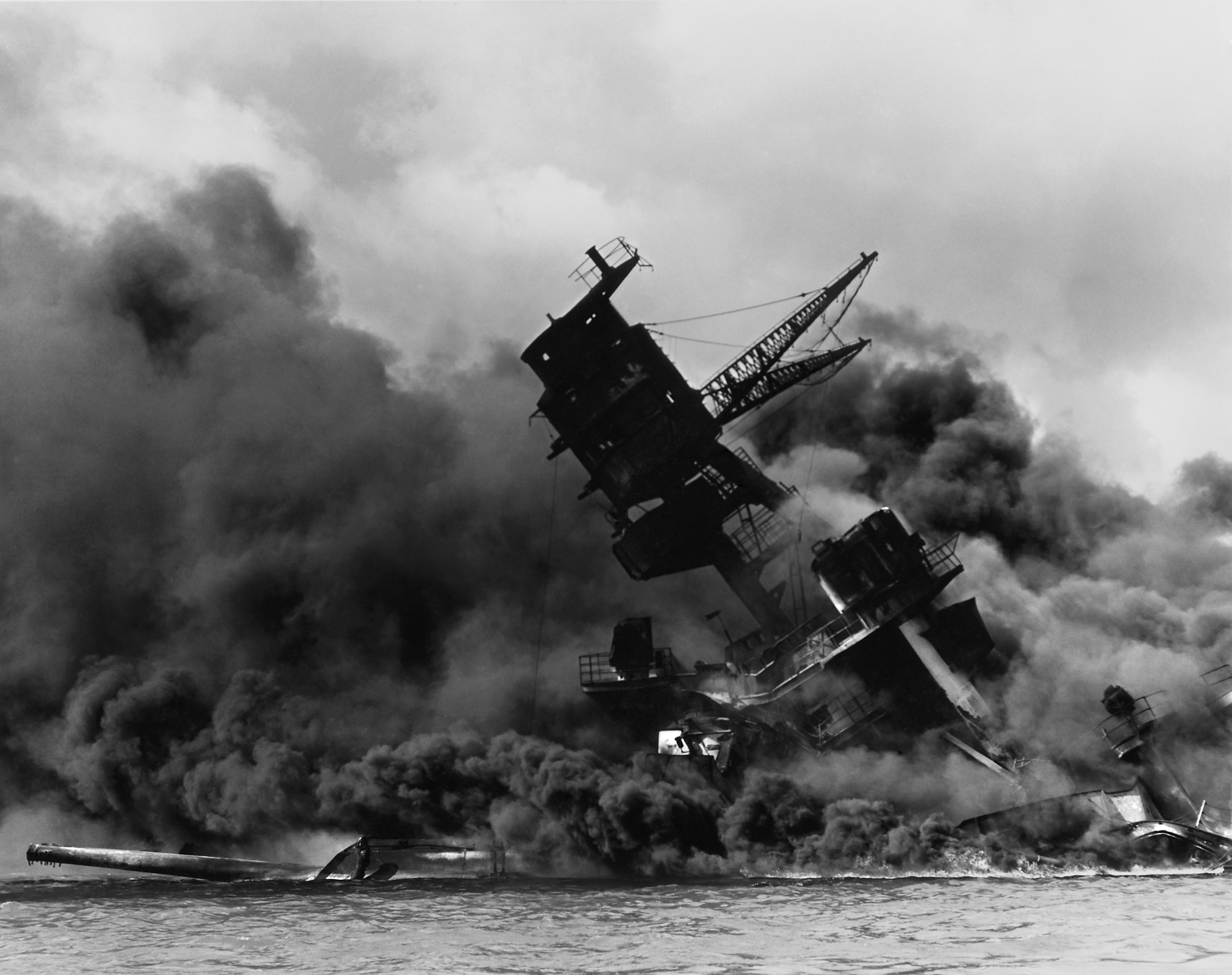
O USS Arizona queimou por dois dias, depois de ter sido atingido por uma bomba japonesa. Partes do navio foram recuperadas, mas o naufrágio permanece no fundo do Pearl Harbor até hoje e é um importante memorial.

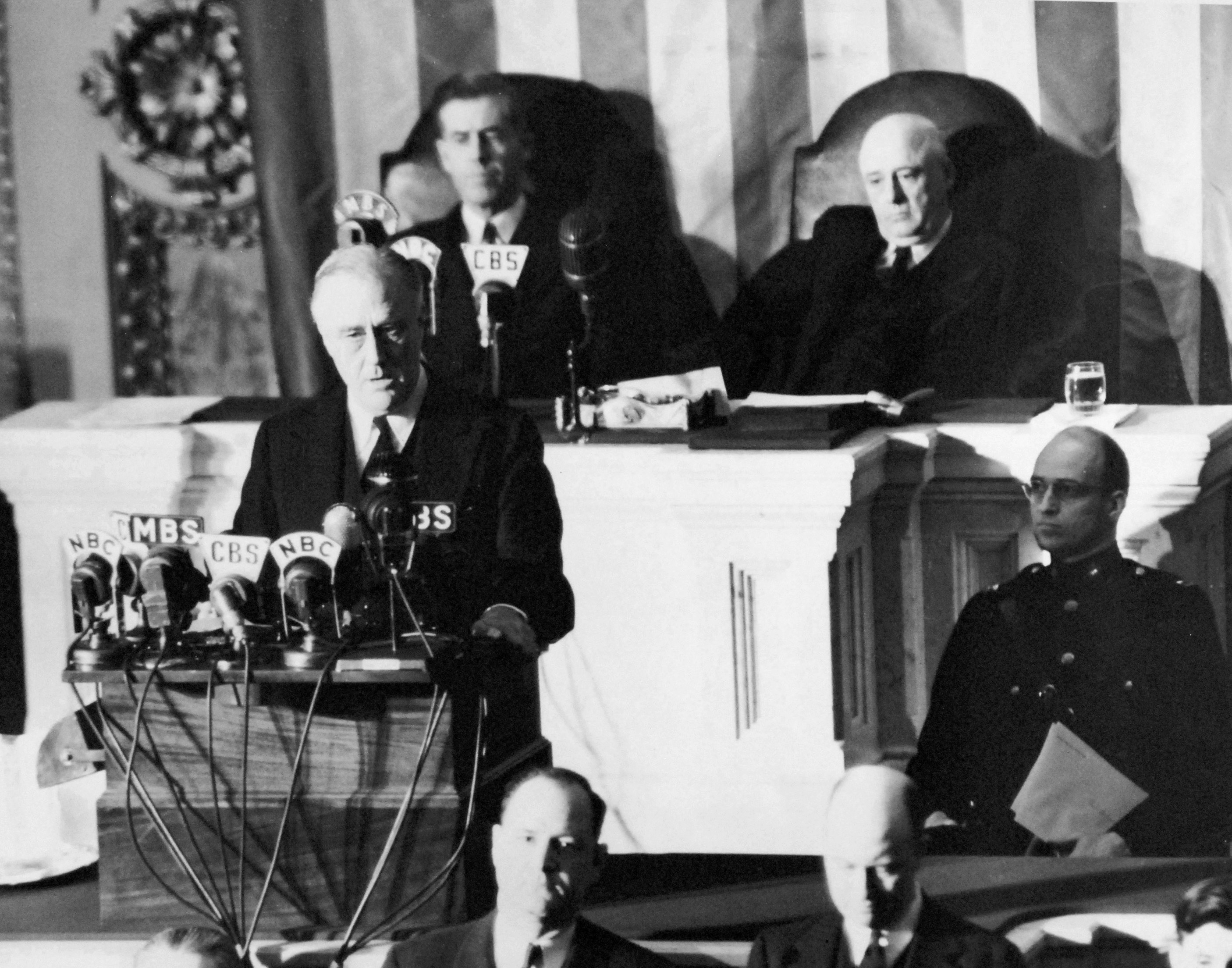
Franklin D. Roosevelt entrega seu Discurso de Infâmia ao Congresso.

- 1: Malta marca 1.000º incursões de bombardeio.
: Fiorello La Guardia publica a Ordem Administrativa 9, criando a Patrulha Aérea Civil para a Guarda Costeira dos Estados Unidos e nomeando seu comandante nacional, major-general John F. Curry.
: Aproximadamente 20.000 judeus de Stanisławów foram realocados na área do Gueto, e os não-judeus foram expulsos.[6]
: O oficial da SS Karl Jäger relata "a Lituânia limpa dos judeus" com algumas pequenas exceções.[4]
- 2: O primeiro-ministro Tōjō rejeita "pacificadores" dos Estados Unidos.
: Uma patrulha alemã de engenheiros de combate atinge a cidade de Khimki enquanto explorava um buraco no perímetro de defesa russo em torno de Moscou. É o avanço mais próximo que os alemães fazem para a capital russa.
- 3: A recrutamento no Reino Unido inclui agora todos os homens entre 18 e 50 anos. As mulheres não serão negligenciadas, pois servirão em brigadas de bombeiros e em grupos auxiliares femininos.
: Uma greve geral começa entre os trabalhadores de minas do Congo Belga.
: Gueto de Vilnius, ″Criminal Aktion″ começa, continuando no dia seguinte. 157 judeus são mortos em Ponary.[4]
- 4: A temperatura na frente de Moscou cai para −35 °C.[9] Os ataques alemães estão falhando.
: As forças navais e militares do Japão continuam a avançar em direção a Pearl Harbor e ao Sudeste Asiático.
- 5: Os alemães cancelam o ataque a Moscou, agora a 18 km de distância; A União Soviética contra-ataca durante uma forte tempestade de neve.
- 6: O Reino Unido declara guerra à Finlândia.
: Gueto de Vilnius, ″Gestapo Workers Aktion″, 800 judeus e 10 polacos são fuzilados no massacre de Ponary.
- 7: (8 de dezembro no fuso horário asiático), O Japão lança um ataque a Pearl Harbor, declara guerra aos Estados Unidos e Reino Unido e invade a Tailândia e a Malásia britânica e lança ataques aéreos contra Guam, Hong Kong, Filipinas, Xangai, Singapura e Ilha Wake. O Canadá e a Austrália declaram guerra ao Japão.
: Adolf Hitler assina o decreto alemão de "Noite e Nevoeiro" que determina a eliminação das atividades de resistência anti-nazista na Europa Ocidental.
- 8: Os Estados Unidos, Reino Unido, Países Baixos e a Nova Zelândia declaram a guerra ao Japão.
: As forças japonesas levam as Ilhas Gilbert (que incluem Tarawa). Base Aérea de Clark nas Filipinas é bombardeado e muitas aeronaves americanas são destruídas ainda no chão.
: As tropas japonesas atacam a Tailândia na Batalha de Prachuap Khiri Khan.
: A Batalha de Hong Kong e a Campanha da Malásia começam.
- 9: A China declara oficialmente a guerra ao Japão, embora exista um estado de guerra facto entre os dois países desde o Incidente da Ponte Marco Polo de 7 de julho de 1937. A China também declara a guerra a Alemanha e a Itália. A Austrália oficialmente declara guerra ao Japão.
: Greve dos mineiros da Union Minière em Elizabethville no Congo Belga são fuzilados pelas forças coloniais belgas durante as negociações, matando cerca de 70 pessoas.
- 10: O cruzador britânico HMS Repulse e navio de guerraHMS Prince of Wales são afundados em um ataque aéreo japonês no Mar da China Meridional.
- 11: A Alemanha e à Itália declaram guerra aos Estados Unidos. Os Estados Unidos retribuem e declaram guerra à Alemanha e à Itália.
: As forças dos Estados Unidos repelem uma tentativa de desembarque japonês na Ilha Wake.
: Os japoneses invadem a Birmânia.
- 12: Desembarque japonês nas ilhas no sul das Filipinas, Samar, Jolo, Mindanao.
: Os Estados Unidos e o Reino Unido declaram a guerra à Romênia depois de ter declarado a guerra aos Estados Unidos e Reino Unido; A Índia declara guerra ao Japão.
: Os Estados Unidos confiscam o navio francês Normandie.
- 13: A Bulgária e Hungria declaram guerra aos Estados Unidos e ao Reino Unido, Estados Unidos e Reino Unido retribuem e declaram guerra à Bulgária e à Hungria.
: Os japoneses sob o general Yamashita continuam o impulso para a Malásia. Sob o general Homma, as forças japonesas estão firmemente estabelecidas no norte das Filipinas. Hong Kong está ameaçado.
- 14: O cruzador britânico HMS Galatea é afundado pelo U-557 perto de Alexandria, começando uma série de derrotas militares, para os Aliados.
- 15: "Torpedos humanos" italianos afundam dois navios de guerra britânicos, o HMS Queen Elizabeth e HMS Valiant no porto de Alexandria.
: Tropas da Commonwealth empurram Erwin Rommel de volta à linha da Gazela.
- 16: Rommel ordena uma retirada até El Agheila, onde começou em março. Ele espera reforços de homens e tanques.
: O Japão invade Bornéu.
: A ofensiva alemã em torno de Moscou está agora em uma parada completa.
- 17: A batalha de Sevastopol começa.
- 18: Tropas japonesas desembarcam na Ilha de Hong Kong.
- 19: Hitler se torna comandante supremo do exército alemão.
: O HMS Neptune, líder da Força K, atinge um campo minado e afunda com um sobrevivente e uma perda de 766 tripulantes.
- 20: A batalha para Ilha Wake continua com vários navios japoneses afundados ou danificados.
: O gueto de Stanisławów oficialmente fechado e selado com paredes.[6]
: Gueto de Vilnius, 400 judeus mortos por milícias lituanas dentro do gueto.
- 21: O sofrimento de Leningrado sitiada continua; Estima-se que cerca de 3.000 morreram por dia de fome e doenças.
: Os presos no campo de concentração de Bogdanovka são massacrados para acabar com um surto de tifo. Cerca de 40.000 morreram.
- 22: Os japoneses desembarcam no Golfo de Lingayen, na parte norte de Luzon nas Filipinas.
: Início da Conferência de Arcadia em Washington, D.C., o primeiro encontro oficial de líderes políticos e militares britânicos e americanos.
- 23: Uma segunda tentativa de desembarque japonesês na Ilha Wake é bem sucedida, e a guarnição americana se rende depois de horas de combate.
: O general MacArthur declara Manila e uma "Cidade Aberta".
: As forças japonesas desembarcam em Sarawak (Bornéu).
- 24: Nas Filipinas, as forças americanas se retiram na península de Bataan.
: Os japoneses bombardeiam Rangum.
: Todos os guetos judeus na Europa ocupada pelos nazistas são obrigados a reunir todos os casacos de pele ou outras peles que os judeus team.[10]
: Na véspera de Natal, A França Livre liberam Saint-Pierre e Miquelon da França de Vichy.
- 25: Hong Kong se rende para o Japão.
: As forças Aliadas retomam Benghazi.
: As forças anfíbias do Exército Vermelho e da Marinha desembarcam em Querche, na Crimeia; Sua ocupação durará até abril.
- 27: Comandos britânicos e noruegueses invadem o porto norueguês de Vågsøy, fazendo com que Hitler reforçe a guarnição e as defesas.
- 28: Pára-quedistas japoneses pousam em Sumatra.